# Берестейський провулок
Провулок Берестейський — провулок в Шевченківському районі міста Києва, місцевість Шулявка. Пролягає від Берестейського проспекту до Шулявської вулиці.

## Історія
Виник у XIX столітті під назвою Брест-Литовський провулок, на честь міста Берестя (Брест) (на той час — Брест-Литовськ). Спочатку простягався до району теперішньої вулиці Митрофана Довнар-Запольського. Непарною стороною провулок прилягає до Київського зоопарку
Сучасна уточнена назва на честь білоруського міста Берестя (Брест) — з 2023 року.

## Зображення

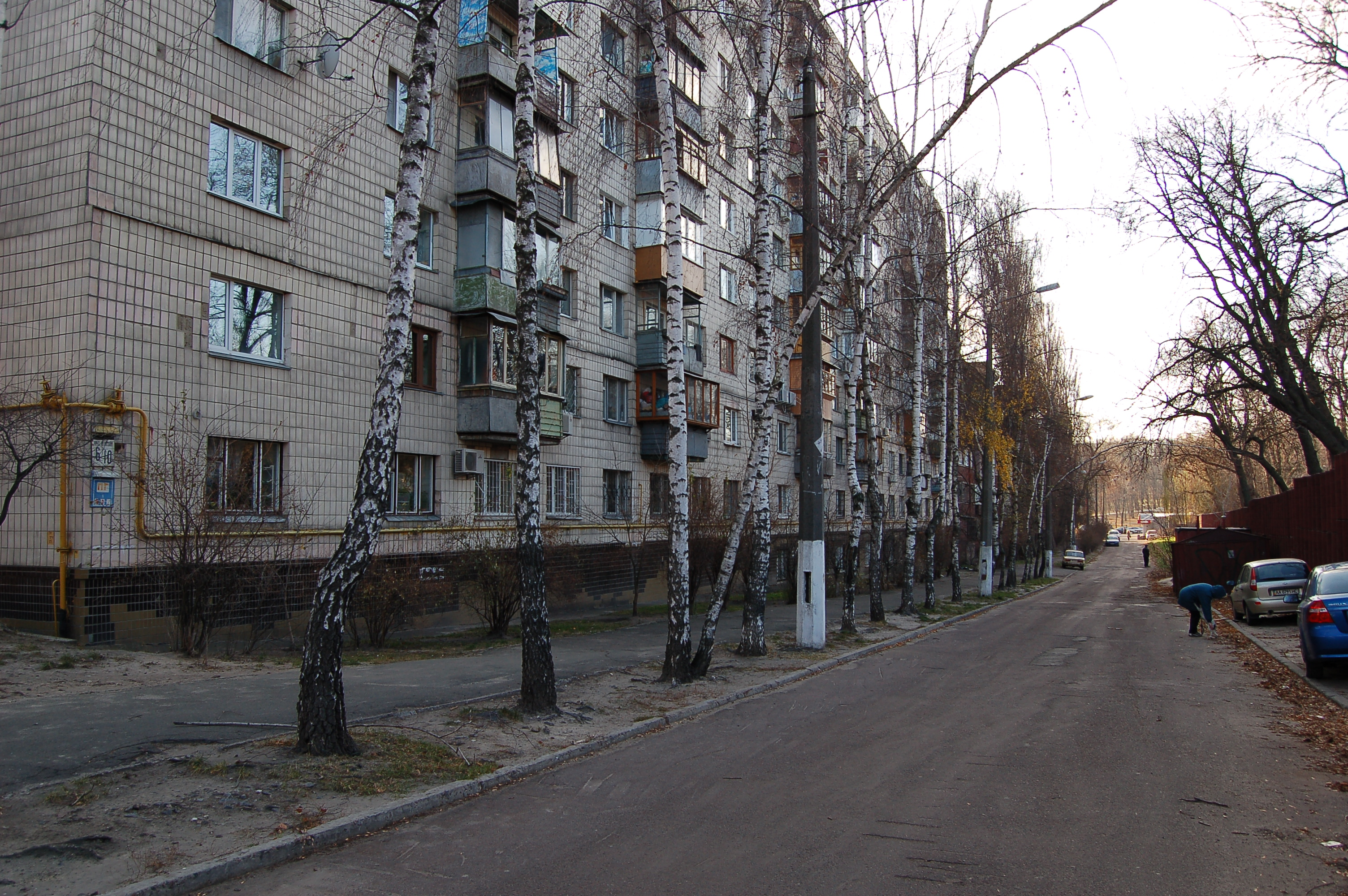
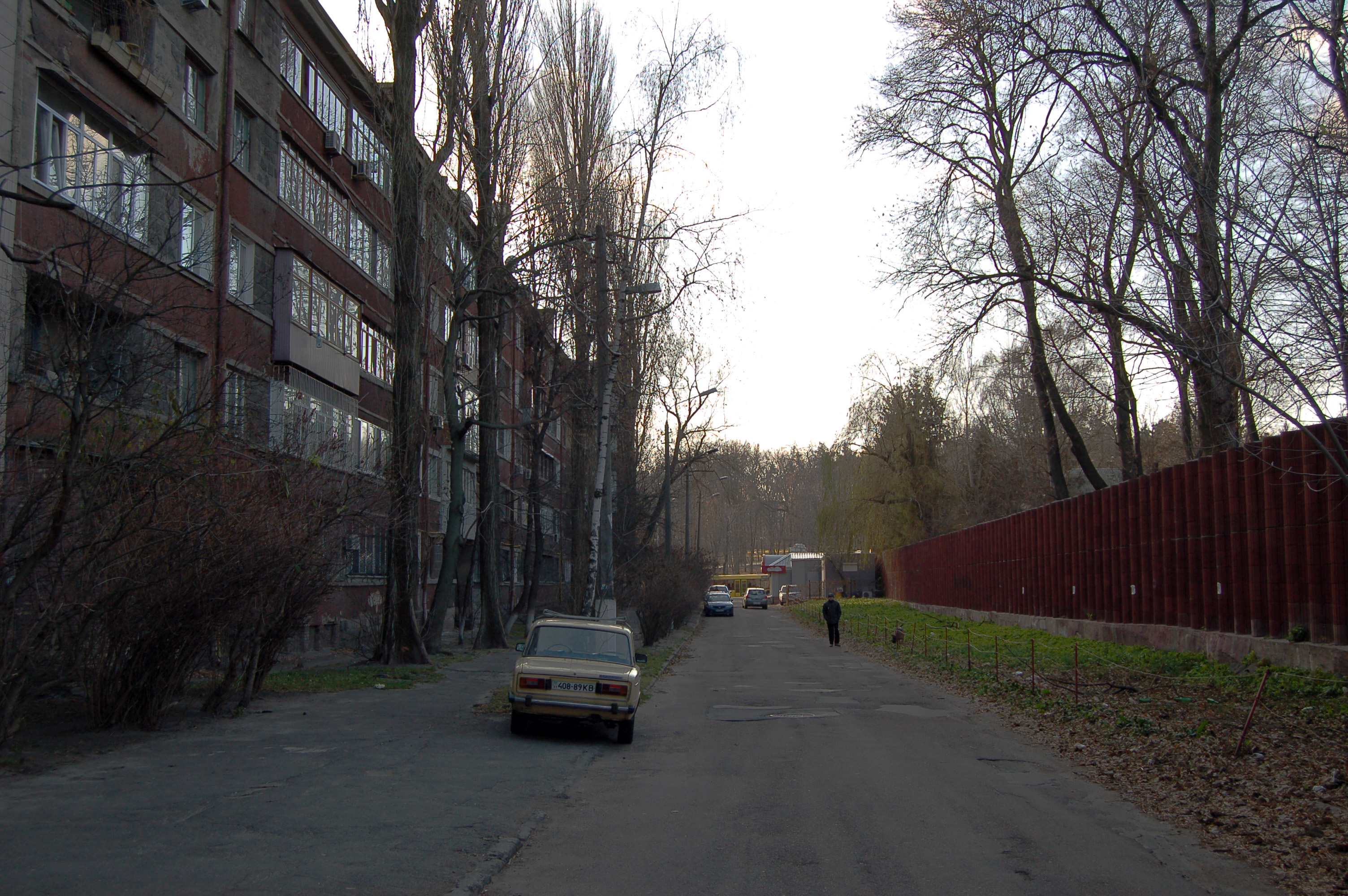